# Kirche Rein

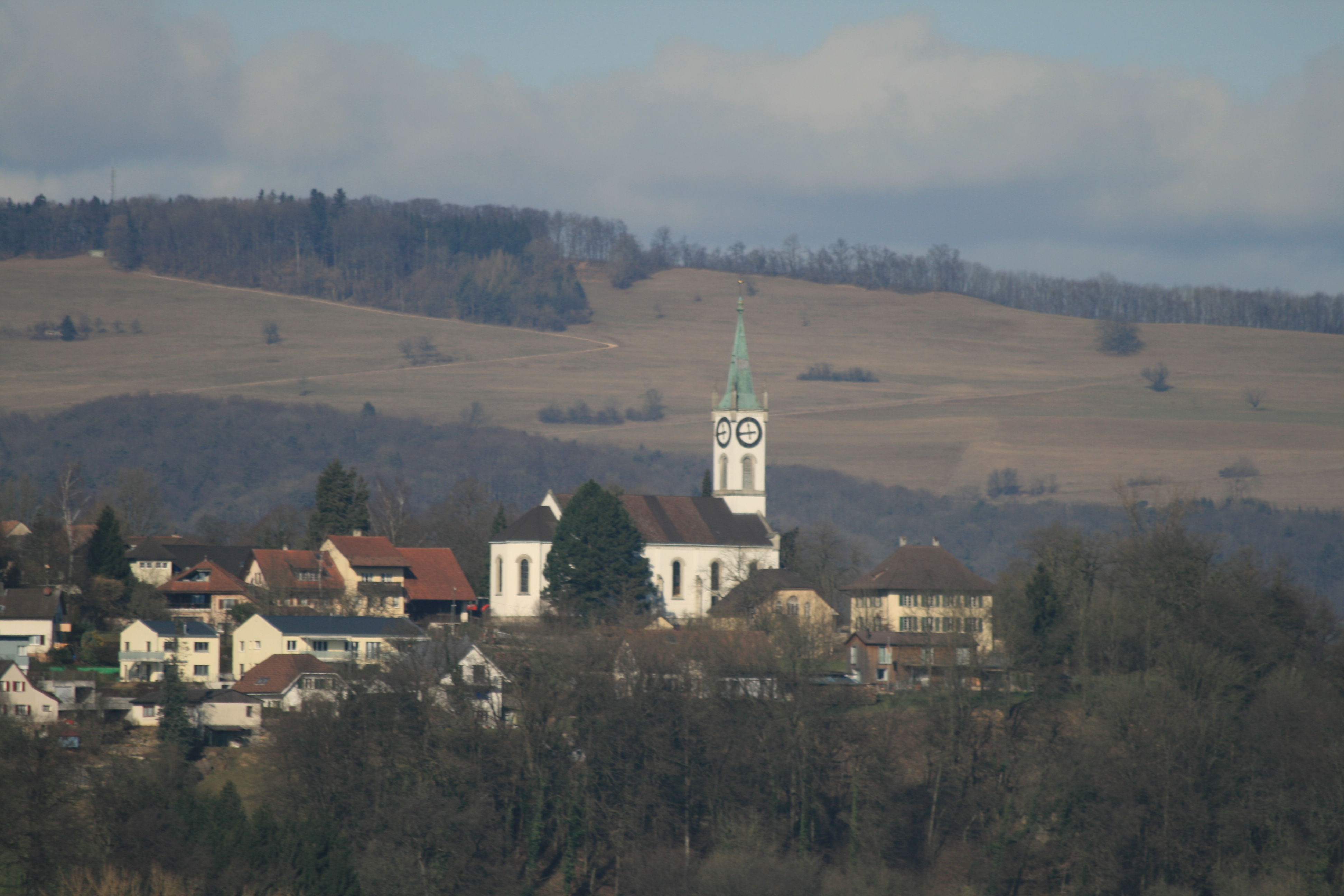
Kirche Rein

Die Kirche Rein ist eine der  reformierten Kirchen der evangelisch-reformierten Kirchgemeinde Rein und liegt im zur aargauischen Gemeinde Rüfenach gehörigen Ortsteil Rein.

## Geschichte
Am heutigen Standort wurde vermutlich schon zur Mitte des 8. Jahrhunderts eine Kirche errichtet. Die heutige Kirche entstand 1864, nachdem der Vorgängerbau im Jahr zuvor wegen Baufälligkeit abgerissen worden war. Erbaut wurde die Kirche im Stil des Historismus nach Plänen des Zürcher Staatsbaumeisters Johann Caspar Wolff. Die Orgel der Firma Genf wurde 1961 mit 23 Registern erbaut.

## Epitaph

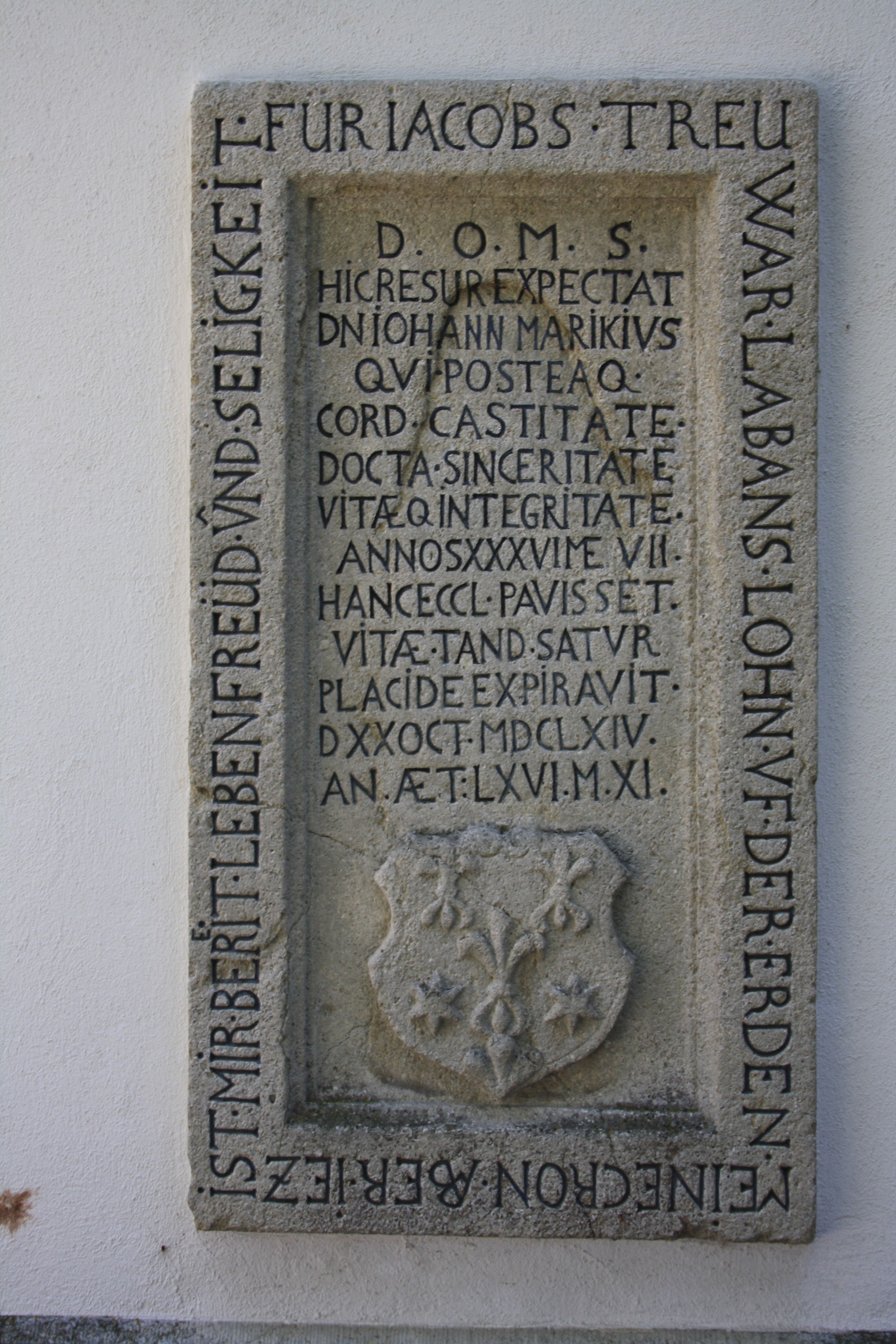
Epitaph für Johann Marikius

An der Kirche findet sich ein Epitaph aus dem Jahre 1664 für Pfarrer (?) Johann Marikius. Auf dem Rand steht geschrieben:
FÜR∙İACOBS∙TREÜ

WAR∙LABANS∙LOHN∙V̂F∙DER∙ERDEN∙

MEİNECRON∙ABER∙İEZ

İST∙MİR∙BEREİT∙LEBENFREÜD∙V̂ND∙SELİGKEİT∙
| Die Inschrift lautet: D.O.M.S. HİCRESUR EXPECTAT DN İOHANN MARİKİVS QVİ∙POSTEAQ∙ CORD∙CASTITATE∙ DOCTA∙SINCERITATE∙ VİTÆ Q İNTEGRİTATE∙ ANNOS XXXVI ME VII∙ HANCECCL∙PAVISSET∙ VITÆ∙TAND∙SATUR∙ PLACİDE EXPİRAVİT∙ D XX OCT∙ MDCLXIV∙ AN.ÆT:LXVI.M.XI. | Übersetzt etwa: Dem besten und grössten Gott geheiligt Hier erwartet die Auferstehung DN Johann Marikius der, nachdem er [mit] Keuschheit des Herzens Ernsthaftigkeit der Studien und Ehrlichkeit des Lebens 36 Jahre 7 Monate in dieser Kirche als Hirte gedient hatte sein erfülltes Leben friedsam aushauchte am 20. Oktober 1664 seines Alters 66 Jahre 11 Monate. |